# La Science sacrée
La Science sacrée a été écrit par Swami Sri Yukteswar Giri en 1894 sous le titre "Kaivalya Darsanam". Sri Yukteswar rapporte l'avoir écrit à la demande du Mahavatar Babaji. Le livre est constitué d'un ensemble de Sûtra en Sanskrit, traduits et commentés.
Le propos de ce livre est de montrer aussi clairement que possible qu'il existe dans toutes les religions une unité essentielle; que les vérités enseignées dans les différentes confessions ne sont nullement différentes; que le monde, à la fois  extérieur et intérieur, a évolué d'une seule façon; et que toutes les Écritures n'admettent pour l'homme qu'un seul but suprême.
Ce livre est divisé en 4 parties d'après les 4 étapes du développement de la connaissance :
- L'Evangile (du Sanskrit Veda): "...cherchera à établir les vérités fondamentales de la création, ainsi qu'à décrire l'évolution du monde et sa dissolution"
- Le But :  exposition des buts recherchés par toutes les créatures  à chaque échelon de la création : l'Existence, la Conscience et la Félicité.
- La Marche à Suivre (pour atteindre ces trois buts)
- La Révélation : propos sur les révélations dont sont honorés les êtres qui sont très évolués dans l'accomplissement de ces trois buts.

## Sources
- (en) Cet article est partiellement ou en totalité issu de l’article de Wikipédia en anglais intitulé « The Holy Science » (voir la liste des auteurs).